# Baradesa gigantea
Baradesa gigantea är en fjärilsart som beskrevs av Alexander Schintlmeister 1997. Baradesa gigantea ingår i släktet Baradesa och familjen tandspinnare. Inga underarter finns listade i Catalogue of Life.